# Консервативна партия (Обединено кралство)
Вижте пояснителната страница за други значения на Консервативна партия.
Консервативната и юнионистка партия (на английски: Conservative and Unionist Party) е консервативна политическа партия във Великобритания. Тя е основана в сегашната си форма през 1830 г., но е продължител на Партията на торите, създадена през 1678 г. Консервативната партия е управляваща в продължение на около 2/3 от XX век. След като е толкова дълго на власт, партията претърпява загуба на изборите през 1997 г. от опозиционната Лейбъристка партия, водена от Тони Блеър. От 2010 г. отново поема властта, оглавена от Дейвид Камерън. Партията членува в Международния демократичен съюз. През 2016 г. е проведен референдум за излизане на Великобритания от ЕС (Брекзит), в който побеждават желаещите да напуснат, а Камерън подава оставка. От 2016 до 2019 г. лидер на Консервативната партия е Тереза Мей, но тя не успява да доведе докрай Брекзит. След провеждане на вътрешнопартийни избори през юли 2019 г. до септември 2022 партията е оглавена от Борис Джонсън, който става и министър-председател на Великобритания и управлява до септември 2022 г. След провеждане на вътрешнопартийни избори партията е оглавена от Лиз Тръс която става и Министър-председател на Обединеното кралство След отказ на кандидатите за премиер Риши Сунак печели и става следващ премиер от октомври 2022 партията е оглавена от Риши Сунак. Традиционно партията се нарежда в дясно–център в политическия спектър.
На изборите през 2019 година партията получава 43,6% от гласовете и 365 от 650 места в Камарата на представителите.